# Cambambe
Cambambe est une ville et une municipalité de la province de Kwanza-Nord en Angola.
On y trouve des ruines d'une ancienne implantation portugaise datant du XVIIe siècle.
À proximité de la ville se trouve un barrage hydroélectrique sur le fleuve Kwanza, achevé en 1962.

## Histoire
Les célèbres mines d'argent de Cambambe sont recherchées depuis 1520 par les Européens . Dès 1579, siècle, le conquistador Jérôme d'Almeida se lance à  la recherche des mines d'argent de Cambambe.
La conquête du cours du Kwanza (fleuve) par les Portugais a joué un rôle important dans l'histoire de l'Angola, motivée elle aussi  par la recherche de métaux précieux. Au même moment fut lancé le projet de colonisation: des missionnaires jésuites furent envoyés au Mozambique pour rejoindre l'Empire du Monomotapa et les mines d'or que la tradition orale lui attribuent, depuis la côte de l'Océan Indien.

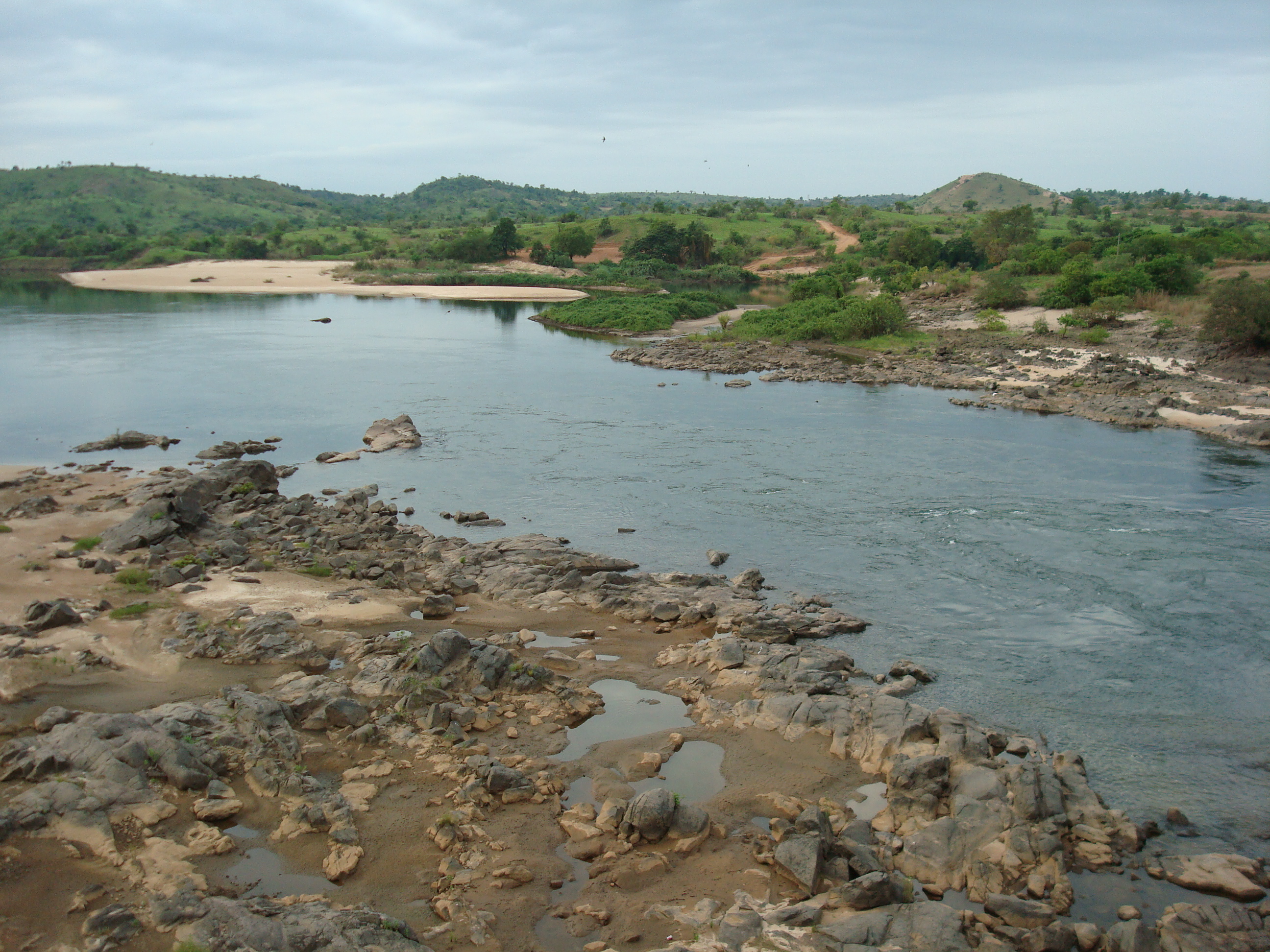
Cambambe